# Julia Brandt
Julia Brandt, también conocida como Sofía Brandt (Caracas, 14 de octubre de 1913-Caracas, 30 de diciembre de 1998) fue una pintora venezolana. En 1932 participó en la muestra “Pintoras venezolanas” (Ateneo de Caracas) donde obtuvo un diploma de honor y el Premio Benso, por su obra Flores nº 5.

## Biografía
Hija del pintor Federico Brandt y Dolores Pérez Mello, y hermana de Mary Brandt. Su infancia y adolescencia transcurrió en una casa en la esquina de Mijares, lugar de reunión de intelectuales y artistas.
No realizó estudios académicos y desde joven comenzó a pintar en el taller de su padre, quien tuvo gran influencia en su estilo. La temática de sus pinturas está dedicada casi exclusivamente a las flores, naturalezas muertas y paisajes, ejecutados con síntesis y con un uso frecuente de caracteres constructivos y delimitados en los contornos.
En 1936 contrajo matrimonio con Augusto Márquez Cañizales y viajó a Chile, donde permaneció cinco años. En 1942 fue incluida en la “Exposición del paisaje venezolano” (MBA). Participó en varias oportunidades en el Salón Oficial, así como en el II Salón Planchart, donde su obra Flores fue reconocida en 1949.
En 1950 expuso en el Museo de Bellas Artes con su hermana Mary. Enrique Planchart reconoció en sus trabajos “un carácter notable de unidad, porque sus tendencias son siempre decorativas; decorativa es su interpretación del colorido —contraposición armoniosa de grandes planos de color—, decorativo es su modo de entender el dibujo —un arabesco fácilmente cerrado para cada una de las figuras y rápidas indicaciones aquí y allá— y decorativo es su sentido de la composición —siempre bien llena la tela pero con tal parsimonia y ponderación que parece que no hubiera sitio más recargado que otro—, y decorativo sobre todo, es en síntesis, su concepto del natural”
La GAN posee en su colección un óleo sobre tela titulado Flores, sin fecha. 

## Exposiciones individuales
- 1967:  “Pinturas”, Ateneo de Caracas
- 1971:  Galería Acquavella, Caracas
- 1985:  Galería Acquavella, Caracas
- 1990: Galería Acquavella, Caracas
- 1990:  “Trazos de evocación”, Instituto Federico Brandt

## Premios
- 1932:  Premio Benso, I Salón de Pintoras Venezolanas, Ateneo de Caracas
- 1949: Tercer premio, II Salón Planchart